# Vindö

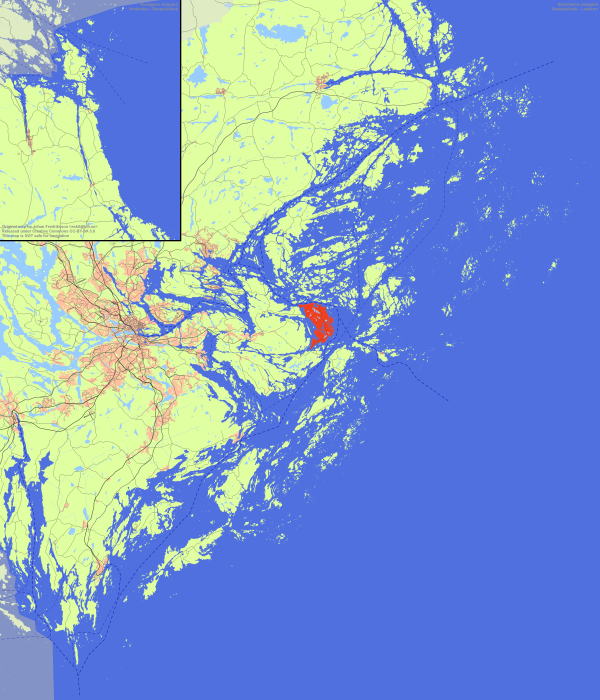
Vindös, Skarpös och Djurös läge i Stockholms skärgård.

Vindö är en större, ganska tätt bebyggd ö i Stockholms mellersta skärgård, mellan Värmdö och Kanholmsfjärden. Ön är sönderskuren av ett flertal djupa vikar och hänger samman i söder med Djurö och i öster med Skarpö genom smala näs. Mellan Vindö-Djurö och Värmdölandet går en farled genom Vindöström och Simpströmmen.
På norra Vindö finns sjön Vämlingen som binds samman med Östersjön genom Oscarskanalen, döpt efter kung Oscar II. Kungen tyckte om att fiska i sjön på den tiden Kungliga Svenska Segelsällskapet (KSSS) hade sin verksamhet i Sollenkrokafladen (innan de flyttade till Sandhamn). 
Carl Anton har besjungit ön i sin visa Överbyvals, vari öns skönhet under sommartid prisas.

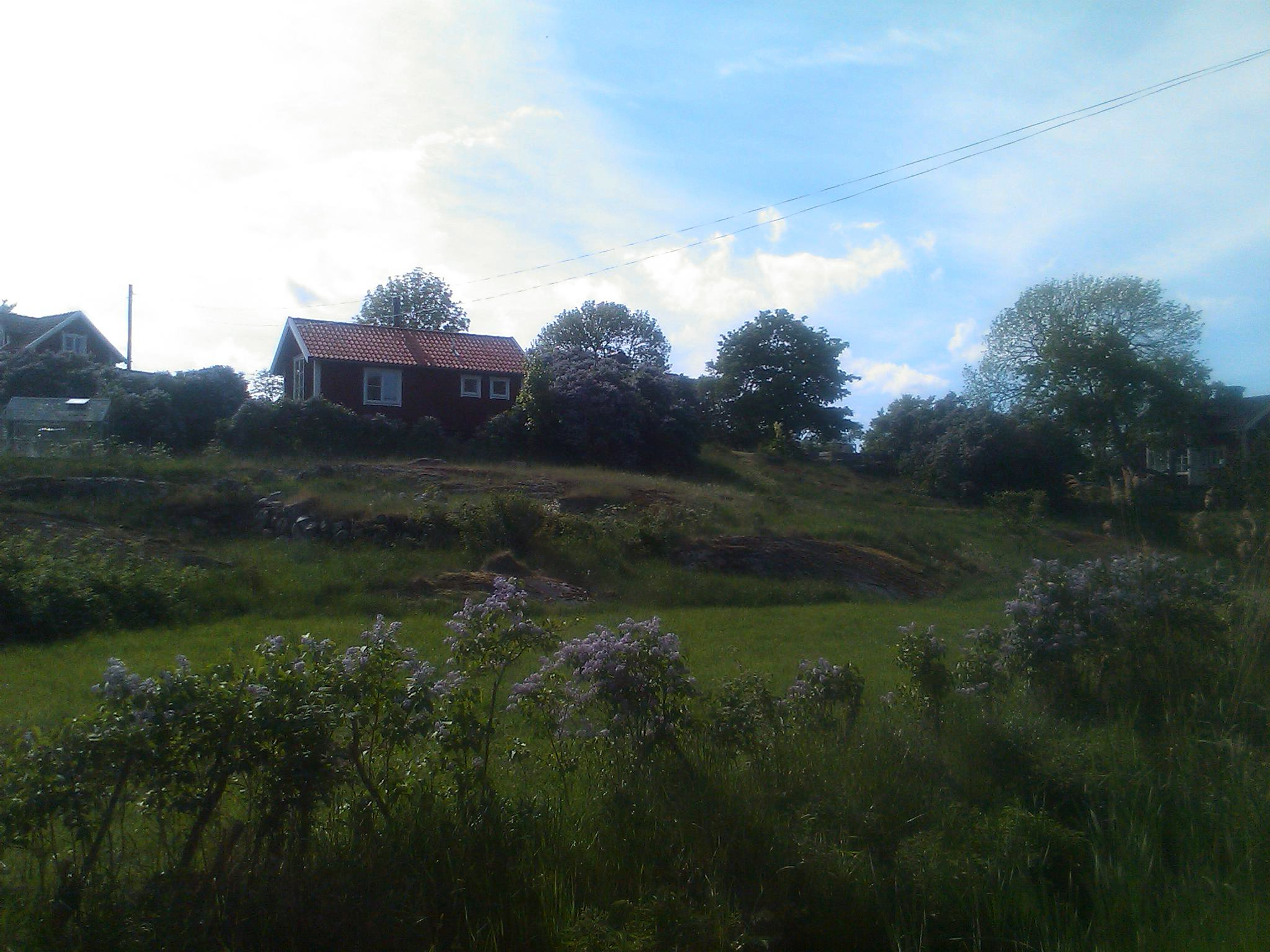
Vindö